# Historia eclesiástica (Eusebio de Cesarea)
La Historia de la Iglesia o Historia Eclesiástica (en griego, Ἐκκλησιαστικὴ ἱστορία) es un libro escrito por Eusebio de Cesarea que cubre desde los principios de la Iglesia cristiana hasta el año 324.
Es sobre todo una colección valiosa de hechos y documentos de los inicios de la Iglesia, recogidos con un notable sentido crítico. Su intención es apologética, ya que se propone presentar las listas de obispos de las sedes principales, los testigos de la tradición y los herejes, los castigos de Dios a los judíos, el martirio y la persecución de los primeros cristianos, seguidos por la victoria de la iglesia.
El contenido consiste en:
- Libro I: introducción detallada sobre Jesucristo.
- Libro II: la historia de la época apostólica, desde la caída de Jerusalén hasta Tito.
- Libro III: la época después de Trajano
- Libros IV y V: el siglo II
- Libro VI: el período de Septimio Severo a Decio
- Libro VII y VIII: historial de las persecuciones bajo el reinado de Diocleciano
- Libro IX: Historia de la victoria de Constantino I sobre Majencio en el occidente y sobre Maximino en el oriente.
- Libro X: El restablecimiento de las congregaciones y la rebelión y conquista de Licinio.

## Traducciones
La Historia ecclesiastica fue traducida a otras lenguas ya en la antigüedad (latín, siriaco, armenio). El Codex Syriac 1, conservado en la Biblioteca Nacional de Rusia es uno de los manuscritos siríacos más antiguos, fechado en el año 462.
La versión de Rufino de Aquilea al latín permitió el uso del texto en el Medioevo occidental y, como hicieron otros autores ya con la versión griega, permitió al traductor una actividad de complementar las informaciones ofrecidas por Eusebio hasta el año 395. Existen una edición moderna de esta versión latina:
- Eusebius Werke, 2: Die Kirchengeschichte; Die lateinische übersetzung des Rufinus, a cargo de Theodor Mommsen, Leipzig 1903-1908.
- CCSL 20

Y el prólogo de la traducción, goza de una edición crítica:
- Prologus in libros Historiarum Eusebii, ed. Manlio Simonetti (CCSL 20, 265-268).